# 金山屯区
金山屯区是黑龙江省伊春市过去存在的一个区，位于小兴安岭南麓汤旺河中游。面积1850平方千米，47777人（2004年） 。
2019年7月伊春市行政区划调整，原金山屯区和西林区并入新成立的金林区。

## 行政区划
金山屯区下辖10个类似乡级单位：西林镇、金山屯镇和金山屯林业局。
2016年前，除上述10个类似乡级单位外，金山屯区还辖有2个街道：奋斗街道和金山街道。伊政函【2016】94号文件撤销了奋斗街道和金山街道，下辖地区由金山屯区直辖。